# Isola Paloma
L'isola Paloma è un'isola algerina, che si trova nel territorio comunale di Bousfer.

## Descrizione
L'isola Paloma è una piccola isola rocciosa, 300 metri di lunghezza per 100 di larghezza, con solo un punto utile per l'approdo, oggetto di studi naturalistici per la sua fauna marina. Sull'isola è presente un faro.